# Fighting Girl
『Fighting Girl』（ファイティングガール）は、2001年7月4日から9月19日までフジテレビ系「水曜劇場」枠で、毎週水曜 21:00 - 21:54（JST）に放送されたテレビドラマ。主演は深田恭子。全12回。

## あらすじ
主人公・吉田小夜子は、常に「強くなりたい」と思っている19歳の少女。夏のある日、小夜子は韓国人留学生・宗亜美と出会う。価値観の違いから、互いの第一印象は最悪。しかし、自分を取り巻く現状に閉塞感を持っていた小夜子は、ひょんな事から湘南にひと夏限りの雑貨店「アンニョン」を開き、そこで亜美と一緒にオリジナルのリメイクTシャツ等を売る事に。国籍や性格、あらゆる点が違う二人は、衝突したり仲直りをしたり繰り返しながら次第に友情を深めていく。

## キャスト
- 吉田小夜子〈19〉：深田恭子

常に「強くなりたい」と思っている女の子。とても気が強く、気に入らない人はすぐ殴るほどである（そんな性格は父親譲り）。短大を中退後は洋品店でアルバイトをしていたが、接客態度の悪さなどが問題となり解雇される。電車内で着替えや化粧を平気でするなど公共でのマナーが守れない一面があり、それを見ていた韓国人留学生の亜美に注意され、そんな亜美とはこうして出会った。
- 宗亜美〈22〉：ユンソナ

韓国人留学生。電車内で着替えや化粧をしていた小夜子を注意するなどの真面目な性格。小夜子とはこうして出会った。
- 粟村元〈23〉：坂口憲二

お金持ちのボンボン。第1話で小夜子をレイプしようとしたが、小夜子の持ち前である”ファイティング”精神により追うのを諦める。
その後、光夫の命令で司法試験を受けるべく家庭教師の洋輔とともに別荘で過ごしている。
- 大伴洋輔〈29〉：勝村政信

元の見張り兼家庭教師。
- 吉田冬実〈16〉：平山綾

小夜子の妹。視力を失い、目が不自由。体も弱い。
- 土屋浩太郎〈18〉：安居剣一郎

第1話にて吉田絞製作所に新入社員として入社し働いてきたが、冬実にキスをした事が祐三にバレて解雇される。
- 滝川稔〈60〉：笹野高史

吉田絞製作所に長年勤めるベテラン社員だが、ある日突然ぎっくり腰となる。
- 粟村光夫〈50〉：泉谷しげる

元の父親。
- 三井祥子〈33〉：天海祐希

吉田絞製作所の社員で、事務員。何か過去のありそうな女性。
- 吉田祐三〈48〉：萩原健一

小夜子と冬実の父で、吉田絞製作所の社長。妻を早くに病気で亡くし、男手一つで娘の小夜子と冬実を育ててきた。小夜子のようにとても気が強く、それに職人気質で頑固一徹な性格であり、冬実にキスをした土屋をすぐに解雇したほどである。。頑固一徹な性格ではあるが、娘の冬実が無事学校へ着いたか心配して学校まで確認電話をしたりするなどの過保護な一面もある。

### ゲスト
第2回
なぎさ：渚まゆみ（第4、6、9、11回）
祐三がいつも行っている飲み屋のママ。
第6回
矢作：北見敏之（第7話）
「アンニョン」の家主。
第9回
- 佐倉：板谷由夏（第10・11回）

セレクトショップ「K’S」の店長。
- 高木：野村宏伸（第10 - 最終回）

「K’S」のオーナー。

## スタッフ
- 脚本：神山由美子
- 演出：木下高男、松田秀知
- プロデューサー：中山和記
- 音楽：中西俊博
- 主題歌：Time FellowShip「seed」
- 編成：長部聡介
- 制作：フジテレビ、共同テレビ

## 放送日程
| 話数                                                    | 放送年月日 | サブタイトル                    | 演出     | 視聴率 |
| ------------------------------------------------------- | ---------- | ------------------------------- | -------- | ------ |
| collection 1                                            | 7月04日    | ツヨクナリタイ                  | 木下高男 | 17.1%  |
| collection 2                                            | 7月11日    | Ｔシャツメーク宣言!             | 木下高男 | 15.5%  |
| collection 3                                            | 7月18日    | 燃えるソウルへ!                 | 松田秀知 | 13.5%  |
| collection 4                                            | 7月25日    | 世界でたった一つのＴシャツ!     | 木下高男 | 12.0%  |
| collection 5                                            | 8月01日    | いやらしいキスをしたい!!        | 松田秀知 | 14.5%  |
| collection 6                                            | 8月08日    | キャバクラでバイト!?            | 木下高男 | 13.2%  |
| collection 7                                            | 8月15日    | 私たちの店が潰される!!          | 松田秀知 | 10.2%  |
| collection 8                                            | 8月22日    | もう一生逢わない!サイテーの別れ | 木下高男 | 12.2%  |
| collection 9                                            | 8月29日    | 突然、不器用なキスされた!       | 松田秀知 | 11.7%  |
| collection 10                                           | 9月05日    | それって私へのシタゴコロ?       | 木下高男 | 12.3%  |
| collection 11                                           | 9月12日    | 別れてはじめてわかった…愛してる | 松田秀知 | 14.5%  |
| collection 12                                           | 9月19日    | サヨナラ…大切なヒト             | 木下高男 | 12.2%  |
| 平均視聴率13.2%（視聴率は関東地区・ビデオリサーチ調べ） |            |                                 |          |        |

- 初回は21時 - 22時9分の15分拡大[1]。

## 受賞歴
- 第30回ザテレビジョンドラマアカデミー賞[3]
  - ベストドレッサー賞（深田恭子）

## エピソード
- このドラマで、深田恭子は髪を金髪に染め、「気に入らない奴はすぐ殴る」という男勝りのヒロインを演じた。
- 劇中で深田恭子が着用しているTシャツには、深田自らデザインしたものもあった。